# Retkussaari
Retkussaari är en ö i Finland. Den ligger i sjön Uuttana och i kommunen Jämsä i den ekonomiska regionen  Jämsä  och landskapet Mellersta Finland, i den södra delen av landet, 210 km norr om huvudstaden Helsingfors. Öns area är 8 hektar och dess största längd är 490 meter i sydöst-nordvästlig riktning.